# Raphael Haaser
Raphael Haaser (Innsbruck, 17 de septiembre de 1997) es un deportista austríaco que compite en esquí alpino. Su hermana Ricarda compite en el mismo deporte.
Ganó tres medallas en el Campeonato Mundial de Esquí Alpino, en los años 2023 y 2025. En la Copa del Mundo consiguió cinco podios en total.
Participó en los Juegos Olímpicos de Pekín 2022, ocupando el séptimo lugar en la prueba combinada.

## Palmarés internacional
| Campeonato Mundial | Campeonato Mundial           | Campeonato Mundial | Campeonato Mundial |
| Año                | Lugar                        | Medalla            | Prueba             |
| ------------------ | ---------------------------- | ------------------ | ------------------ |
| 2023               | Courchevel/Méribel (Francia) | Medalla de bronce  | Combinada          |
| 2025               | Saalbach (Austria)           | Medalla de oro     | Eslalon gigante    |
| 2025               | Saalbach (Austria)           | Medalla de plata   | Supergigante       |